# Nirasaki

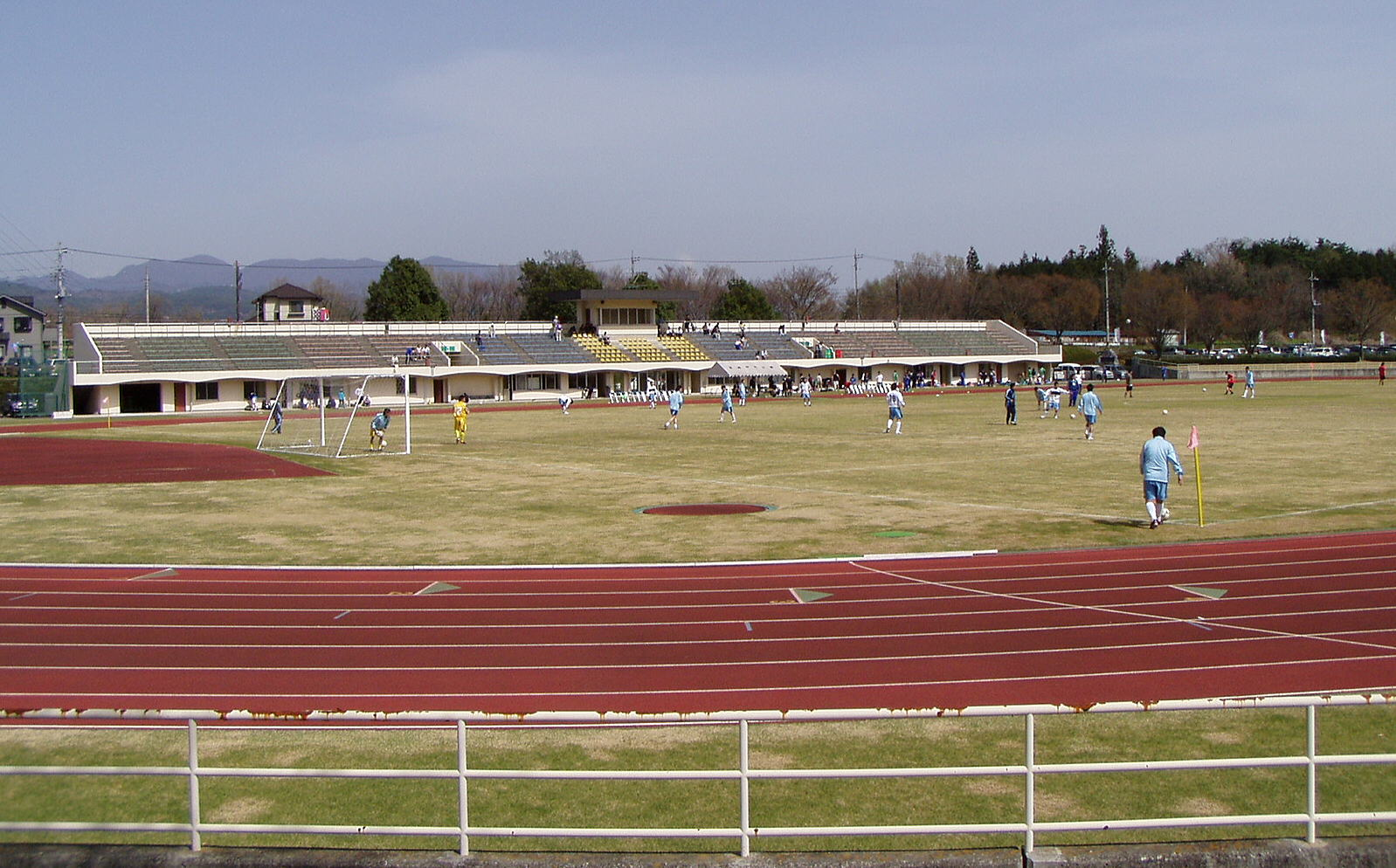
Stadionul

Nirasaki (韮崎市 Nirasaki-shi?) este un municipiu din Japonia, prefectura Yamanashi.